# Glasi Hergiswil
La Glasi Hergiswil è una fabbrica svizzera di vetro situata nel canton Nidvaldo fondata nel 1817 a Hergiswil dai fratelli Siegwart.
Negli anni ‘70 la fabbrica ha rischiato di chiudere a causa dell'arretratezza degli impianti: ciò si è potuto evitare grazie agli aiuti del comune e all'impegno di Roberto Niederer. Da allora la fabbrica è diventata un'attrazione turistica e i visitatori possono assistere alla produzione del vetro. La Glasi Hergiswil non comprende solo la fabbrica ma anche un museo e il primo labirinto di vetro in Svizzera.